# Đảo Cây

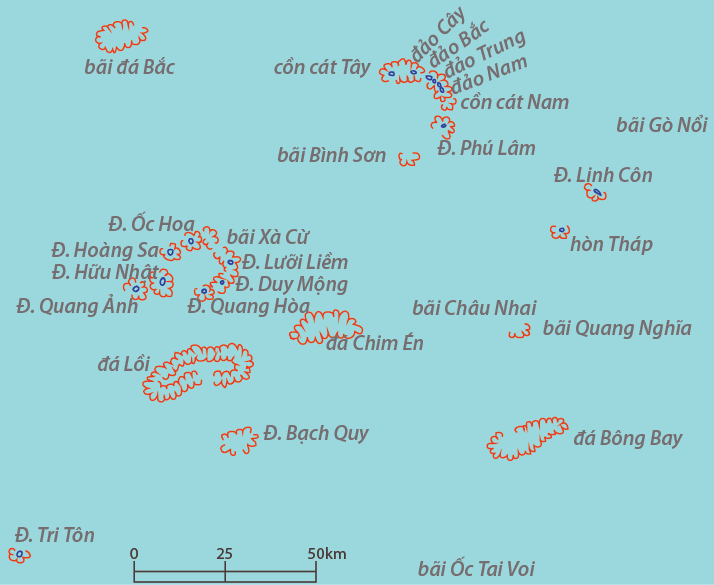
Vị trí đảo Cây trong quần đảo Hoàng Sa

Đảo Cây là một đảo san hô thuộc nhóm đảo An Vĩnh của quần đảo Hoàng Sa. Đảo nằm cách đảo Phú Lâm khoảng 9,1 hải lý (16,9 km) về phía bắc tây bắc và cách cồn cát Tây 2,9 hải lý (5,4 km) về phía đông.
Đảo Cây là đối tượng tranh chấp giữa Việt Nam, Đài Loan và Trung Quốc. Hiện nay, Trung Quốc đang kiểm soát đảo này.
- Tên gọi: đảo Cây hoặc đảo Cù Mộc (ít dùng); tiếng Anh: Tree Island; tiếng Trung: 赵述岛; bính âm: Zhàoshù dǎo, Hán-Việt: Triệu Thuật đảo
- Đặc điểm: có hình bầu dục nhưng nhọn lại ở một đầu và dải cát trải dài ra từ đó (và đã được Trung Quốc bồi đắp thêm). Hiện đảo dài 915 m rộng khoảng 390 m, diện tích đảo vào khoảng 28 ha. Trên đảo có rất nhiều cây xanh.